# East La Mirada
East La Mirada és una concentració de població designada pel cens dels Estats Units a l'estat de Califòrnia. Segons el cens del 2000 tenia 9.538 habitants.

## Demografia
Segons el cens del 2000, East La Mirada tenia 9.538 habitants, 3.321 habitatges, i 2.480 famílies. La densitat de població era de 3.317,7 habitants/km².
Dels 3.321 habitatges en un 36,7% hi vivien nens de menys de 18 anys, en un 58,1% hi vivien parelles casades, en un 12% dones solteres, i en un 25,3% no eren unitats familiars. En el 19,8% dels habitatges hi vivien persones soles el 8,6% de les quals corresponia a persones de 65 anys o més que vivien soles. El nombre mitjà de persones vivint en cada habitatge era de 2,86 i el nombre mitjà de persones que vivien en cada família era de 3,32.
Per edats la població es repartia de la següent manera: un 27,5% tenia menys de 18 anys, un 9,2% entre 18 i 24, un 30% entre 25 i 44, un 20,8% de 45 a 60 i un 12,5% 65 anys o més.
L'edat mediana era de 35 anys. Per cada 100 dones de 18 o més anys hi havia 91,3 homes.
La renda mediana per habitatge era de 51.440 $ i la renda mediana per família de 59.063 $. Els homes tenien una renda mediana de 46.395 $ mentre que les dones 31.670 $. La renda per capita de la població era de 20.613 $. Entorn del 4,3% de les famílies i el 5,8% de la població estaven per davall del llindar de pobresa.

## Poblacions més properes
El següent diagrama mostra les poblacions més properes.